# (612349) 2002 GH32
(612349) 2002 GH32 est un transneptunien d'un diamètre estimé à environ 215 km.